# Oblys de Kyzylorda
L'oblys de Kyzylorda  (en kazakh : Қызылорда облысы) est une région administrative du Kazakhstan.
Elle abrite la base spatiale de Baïkonour.

## Divisions administrative
La province est divisée en 7 districts et deux villes:

### Districts
| District               | Chef-lieu  |
| ---------------------- | ---------- |
| District d’Aral        | Aralsk     |
| District de Jalagash   | Jalagash   |
| District de Janakorgan | Janakorgan |
| District de Karmakchy  | Josaly     |
| District de Kazaly     | Ayteke Bi  |
| District de Chieli     | Chieli     |
| District de Syrdariya  | Terenozek  |

### Villes
| Ville     |
| --------- |
| Baïkonour |
| Kyzylorda |

## Politique
Du 28 mars 2020 au 7 avril 2022, l'akim de la région est Gulshara Abdykhalikova. Depuis le 7 avril 2022, l'akim de la région est Nurlybek Nalibaev